# 弗朵秃河卫
弗朵秃河卫，又作弗朵河卫、佛朵秃河卫、费克图河卫，中国明代在东北地区所置羈縻卫之一。朝廷冊封當地酋長為名義上的官員（类似于土司），管理当地各部族，其首領大多為女真族世襲領袖。
明成祖永乐六年（1408年）二月，女真首领贾令哈、火秃等56人来朝，以其居地置卫，与斡兰河等11卫同时设立。以贾令哈等为指挥、千百户、镇抚，赐诰印、冠带、钞币及袭衣等。宣德年间，其首领常入朝纳贡。治所不详，辖区约今俄罗斯境内的黑龙江下游西侧弗答哈河流域。后废。